# Мальков, Павел Васильевич
Павел Васильевич Малько́в (1900—1953) — советский живописец, книжный иллюстратор, плакатист.

## Биография
Родился в 1900 году.
В 1920—1922 года служил в РККА. С 1922 учился в АХ в Москве у А. Е. Архипова, затем в 1923—1928 в студии Д. Н. Кардовского. Работал в ЦХПУ, сотрудничал с издательством «Советский график». Участник молодёжной выставки (1934), юбилейной выставки «Индустрия социализма» (1939), всех юбилейных выставок РККА, «Героический фронт и тыл» и др. С 1932 года член СХ СССР. Профессор живописи.
Работы художника хранятся в ГТГ, ММСИ и других музеях.
Умер в 1953 году.

## Награды и премии
- Сталинская премия третьей степени (1950) — за рисунки «И. В. Сталин — руководитель рабочего кружка в Тифлисе», «И. В. Сталин во главе Батумской демонстрации 1902 г.», «Встреча В. И. Ленина и И. В. Сталина на Таммерсфорской конференции», «В штабе Верховного Главнокомандующего»